# الكاملين
الكاملين مدينة سودانية تقع في ولاية الجزيرة.

## الموقع الجغرافي
تقع مدينة الكاملين عند تقاطع خط عرض 15.04 درجة شمالًا وخط طول 33.10 درجة شرقًا.

## نشأة المدينة
لم يرد في الوثائق تحديد دقيق لتاريخ نشأة الكاملين القديمة وقد مر الرحال الفرنسي بوندسيه بالمدينة في يناير من العام 1699م حيث وصفها في مذكراته التي ترجمها إلى الإنجليزية (وليم فوستر) في العام 1949 ورسمها كمين مما يعني أن نشأتها تسبق هذا التاريخ.
إن تاريخ الكاملين القريب مسجل بوضوح فكانت المنطقة التي قامت عليها المدينة الحالية بقعة خصبة مليئة بالأشجار. وفي عام 1822 وفد إلى المنطقة مصريان تركيان هما نور الدين افندى وابنه على نور الدين أفندي طلبا لإنشاء أبعاديات زراعيه يعود ريعها إلى الخزينة العامة تحت إشراف أحمد باشا أبو ودان الحاكم العام في الخرطوم.
وفى أول عهدهما تنقلا بين مناطق البشاقرة غرب قرية العمارة شمال ودراوه ولهما آثار زراعية هناك. إلى أن استقرا أخيرا في الكاملين. وأزالا الأشجار والحشائش وجعلاها ملائمة للسكن والاستقرار وللحيازات الزراعية.فكانت الكاملين الحديثة.حيث وفدت إليها مختلف القبائل والأجناس.

## التطور الإداري لمدينة الكاملين
تطورت الكاملين سريعا حيث اختيرت كعاصمة لمديرية النيل الأزرق بقيه حكم الأتراك للسودان. ثم استمرت كعاصمة أيضا طوال فترة حكم المهدية ومركزا للقيادة ومحل انطلاق الجيوش وصولا إلى العام 1905 حيث نقل المستعمر الإنجليزي العاصمة من الكاملين إلى أربجي ثم لود مدني.
وظلت بعدها المدينة محتفظة بمركزها الأدبي يحكمها مركز أداري برئاسة مفتش إنجليزي يعاونه مأمور ومحكمة شرعية وأيضا قوة من رجال البوليس ومحكمة قرويه ومجلس بلدي ومجلس زراعى ومركز صحي. واستمر هذا الوضع إلى العام 1934 م حيث نشأت فكرة توحيد المراكز ففى 22/4/1934 تم ضم مركز الكاملين إلى مركز الحصاحيصا وبعدها الدمج مع مجلس ريفي المعيلق إلى أن أعيد لها وضعها الطبيعي كرئاسة منطقة بحري الجزيرة ثم عاصمة لمحافظة الكاملين

## التركيبة الاجتماعية
الاستيطان في الكاملين لم يكن عشوائيا فهناك ظروف موضوعية جعلت المنطقة دار هجرة واستقرار للعديد من القبائل والأسر. فقد توفرت فيها المقومات الزراعية مثل مشروع الكاملين الزراعي. ومشاريع الزراعة النيلية. وأيضا وقوعها على ضفة النيل ساهم في زيادة الهجرات الشمالية.
موقعها الجغرافي مكنها من تبوء موقع تجارى هام حيث أصبح سوقها مركزا تجاريا مشهورا. ضمت قبائل الدناقلة والجعليين والشايقيه والبديرية (وغيرهم)واستقر فيها الأتراك والمصريون والمغاربة وهاجرت إليها أسر من قبائل النوبة والفلاته.

## التعليم في الكاملين
اهتم أبناء الكاملين بالتعليم كثيرا واستقبلت مدارس وداخليات المدينة الطلاب من كل أنحاء السودان. وكان للكاملين قصب السبق بعد رفاعه حيث تأسست فيها ثاني مدرسة لتعليم البنات في السودان في العام 1904 م. بعد أن سبقها تأسيس أول مدرسة نظامية للأولاد في الكاملين في العام 1903م.
استقبلت كليه غرودن في بدايات تأسيسها النجباء من أبناء الكاملين مثل ميرغني نبق. ودكتور مكى شبيكه أول حاصل على الدكتوراه من السودانيين ويعقوب عثمان يعقوب وقد كان من الذين قاوموا الاستعمار وأصبح فيما أول سفير للسودان بالأمم المتحدة

## النشاط الرياضي والثقافي
تأسست الأندية الثقافية والاجتماعية في الكاملين في وقت مبكر لمقاومة الاستعمار. حيث شهدت دورها الليالي الثقافية والدينية والسياسية. إلى أن اعتمدت رسميا كأندية ثقافيه اجتماعيه رياضيه
فقد كان تأسيس نادى الكمال في العام 1938. ويأتي بعده نادى العصمة في العام 1946.ليصبحا معلمان بارزان للمدينة احتضنا كل الأنشطة الثقافية والاجتماعية. نادي المريخ تأسس في العام 1969 م تحت مسمى الطلائع ثم تم تعديله ألي المريخ. وأخيرا نادى الهلال في العام 1984م. 
شهدت الكاملين حركه ثقافية ونقابية نشطة. حيث تأسست فيها الروابط والجمعيات المختلفة. مثل رابطة الخريجين والطلاب. وروابط الثقافة والفنون والآداب.واتحادات الموظفين وأصحاب الحرف والصناعات الصغيرة ونقابات المعلمين والتجار وغيرها..وساهموا جميعا في إثراء الحياة الثقافية والاجتماعية.